# Ghagga
Ghagga là một thị xã và là một nagar panchayat của quận Patiala thuộc bang Punjab, Ấn Độ.

## Nhân khẩu
Theo điều tra dân số năm 2001 của Ấn Độ, Ghagga có dân số 8212 người. Phái nam chiếm 53% tổng số dân và phái nữ chiếm 47%. Ghagga có tỷ lệ 49% biết đọc biết viết, thấp hơn tỷ lệ trung bình toàn quốc là 59,5%: tỷ lệ cho phái nam là 56%, và tỷ lệ cho phái nữ là 41%. Tại Ghagga, 15% dân số nhỏ hơn 6 tuổi.